# Representation of the People Act 1918
Vous lisez un « bon article » labellisé en 2016.
Le Representation of the People Act 1918 (« Loi de 1918 sur la représentation populaire »), parfois surnommé Fourth Reform Act (« Quatrième loi de réforme »), est une loi du Parlement du Royaume-Uni, votée et sanctionnée le 7 février 1918, à la base du système électoral moderne du pays. 
La loi, « plus vaste et profonde qu'aucune autre loi similaire dans l'histoire du Royaume-Uni », érige un système électoral « presque entièrement nouveau ». En dehors des dispositions techniques, rendues nécessaires par le chaos administratif créé par la Première Guerre mondiale, les principales dispositions sont l'établissement du suffrage universel masculin et du suffrage censitaire pour les femmes de plus de trente ans. C'est la première loi reconnaissant à des femmes le droit de vote aux élections générales du Royaume-Uni, et l'une des premières en Europe à autoriser des femmes à voter à une élection nationale. 
En tout, sur une population de 43,5 millions d'habitants, le nombre d'électeurs aux élections générales passe de 8,3 millions à presque 19 millions, puisque 2 millions d'hommes et 8,5 millions de femmes obtiennent le droit de vote,. La limite d'âge à 30 ans pour les femmes fait que les hommes forment 60 % de l'électorat. La loi élargit également le nombre de votantes aux élections locales, pour lesquelles une faible minorité de femmes pouvait déjà voter.

## Contexte
En 1915, le calendrier électoral prévoit de nouvelles élections générales. Mais la Première Guerre mondiale, et les déplacements de populations qu'elle entraîne, perturbent le fonctionnement ordinaire de la bureaucratie électorale. Celle-ci est basée sur un système de franchises parlementaires très complexe, censitaire, capacitaire, plural et strictement masculin. Nombreux sont les soldats qui ont perdu leur droit de vote en quittant leur domicile pour le front, et toute élection dans ces conditions risquerait de paraître injuste. D'un commun accord, le renouvellement du Parlement, qui devait avoir lieu en janvier 1916, est repoussé. 
Cette nécessaire réflexion sur le processus électoral – de guerre ou d'après-guerre – intervient dans un contexte politique propice à sa refondation, alors que les travaillistes militent pour le droit de vote des hommes de la classe ouvrière. Avec la conscription massive de 1916, presque 2,8 millions d'hommes ont été engagés d'office dans l'armée britannique (en), et il serait délicat de leur refuser le droit de vote alors qu'ils se battent pour défendre le royaume. 
Au niveau international, la violence de la Révolution russe d'octobre 1917 et l'accession au pouvoir des bolcheviks choquent les parlementaires, qui peuvent craindre qu'un excès de désordre social puisse mener à un équivalent dans leur pays. Les mouvements révolutionnaires britanniques sont galvanisés, alors que la contestation se répand dans les classes populaires : des mutineries éclatent dans les armées et des grèves générales massives menacent jusque dans la police.
De plus, les suffragistes militent pour le droit de vote des femmes depuis plus de soixante ans, dans une campagne qui s'est fortement radicalisée et amplifiée dans les quelques années précédant la guerre. Si la majorité des militantes ont cessé leurs activités au début de la guerre, les suffragistes n'ont pas disparu. Certaines, dont les emblématiques suffragettes, encouragent et organisent l'effort de guerre dans un esprit patriotique et belliciste. D'autres, comme les membres de la non-violente Women's Freedom League (« Ligue de liberté des femmes »), militent pour la paix mais s'investissent, notamment, dans la prise en charge des blessés de guerre. Elles n'ont toutefois pas oublié leur revendication, comme le rappelle Emmeline Pankhurst en 1916 : « Nous sommes comme un chien qui aurait enterré un os. Ils pensent que nous l'avons complètement oublié, mais on se souvient de sa place. ».

## Rédaction

### LaSpeaker Conference

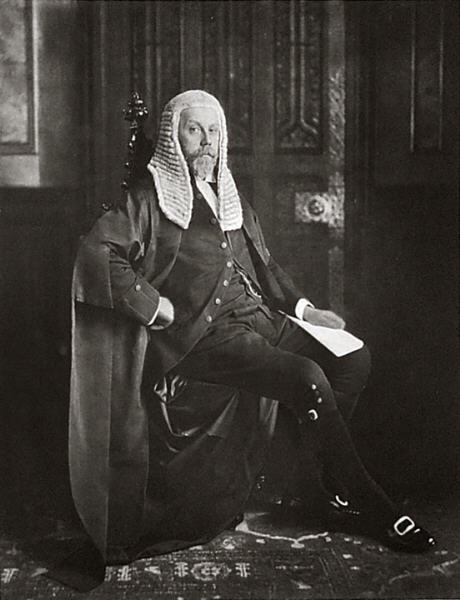
James Lowther, 1er vicomte d'Ullswater.

Sur une suggestion de Walter Long, président du Local Government Board, et à l'initiative du Premier ministre Herbert Asquith, le soin de rédiger un rapport préliminaire à ce sujet est délégué à une commission extraordinaire, nommée Speaker Conference. 
Présidée par le conservateur James Lowther, président de la Chambre des communes, elle est composée de trente-six membres choisis par le président pour représenter équitablement les différents courants d'opinions des deux chambres du Parlement et de la société civile. Cette commission travaille à huis clos : aucun compte-rendu des débats n'est rédigé, aucun lobbying n'est autorisé. Elle commence ses travaux le 10 octobre 1916.
Cette méthode de travail, alors novatrice, se montre très efficace pour aboutir à un consensus et sera réutilisée à plusieurs occasions ensuite par le Parlement britannique, notamment pour les questions électorales.
Le rapport de la Speaker Conference est rendu en mars 1917.

### Passage devant le Parlement
Le 5 mai 1917, un projet de loi basé sur les recommandations de la conférence est introduit par le gouvernement. Il est débattu à la Chambre des communes, où il est considérablement étoffé. L'obtention du suffrage universel pour les hommes fait consensus, ce qui n'est pas le cas de la clause sur le suffrage féminin, qui passe néanmoins avec une forte majorité – 387 voix contre 57. 
Le 7 décembre 1917, le projet de loi est envoyé à la Chambre des lords, notoirement opposée au droit de vote des femmes. Le très influent Lord Curzon, président de la National League for Opposing Woman Suffrage (« Ligue nationale d'opposition au vote féminin »), choisit de ne pas s'opposer à la clause, déclarant ne pas vouloir s'opposer à la Chambre des communes, et appelle ceux qui ne peuvent la voter à s'abstenir. Elle passe à 134 voix contre 71.
Le 30 janvier 1918, le projet est renvoyé à la Chambre des communes avec dix-sept pages d'amendements. Une des propositions ajoutées, introduisant une représentation proportionnelle, est particulièrement polémique. La virulence des débats autour de cette question fait craindre l'échec de la loi et une éventuelle crise constitutionnelle. Cependant, pressés par le temps, les parlementaires arrivent à un compromis. Une proposition d'introduction du vote alternatif, également très polémique, est rejetée à 181 voix contre 166. 
Le texte est voté à nouveau par la Chambre des communes le 7 février 1918, à 385 voix contre 55. Le même jour, il reçoit la sanction royale.

## Principales dispositions
L'ampleur des modifications légales se retrouve annoncée dans l'introduction de la loi, qui « balaye toutes les règles sur le droit de vote précédemment existantes, abrogeant pas moins de cinquante textes de loi et en modifiant cinquante-sept autres ». 

### Suffrage universel masculin
Dans le contexte chaotique de la Première Guerre mondiale, la Speaker Conference se convainc vite qu'il est impossible de maintenir le système existant de franchises parlementaires, dans lequel le droit de vote est une conséquence de la propriété privée. La nouvelle loi rend le droit de vote inhérent à l'individu, et accorde une voix à chaque sujet masculin de la Couronne britannique âgé d'au moins vingt-et-un ans et résidant depuis au moins six mois sur la circonscription électorale concernée. Le droit de vote est aussi intimement lié à la participation à la défense du pays : la limite d'âge est abaissée à dix-neuf ans pour les militaires, et les objecteurs de conscience sont exclus du vote pour une durée de 5 ans.
Pour autant, et de manière surprenante, le vote plural (permettant à une même personne d'avoir plus d'une voix) n'est pas abandonné, bien que le principe d'« un homme, une voix » soit un vieux cheval de bataille du Parti libéral. En effet, le Parti conservateur réussit à maintenir (en les réformant) les franchises universitaires, des circonscriptions spéciales où les diplômés des universités concernées peuvent voter en plus de leur circonscription géographique. 
De plus, les conservateurs parviennent, à maintenir une part censitaire dans le suffrage. Afin d'empêcher la part la plus aisée de l'électorat de devenir trop minoritaire, la loi permet à un homme d'avoir une voix dans une circonscription géographique autre que celle de son lieu de résidence s'il y possède un commerce assez important. Les libéraux parviennent à limiter à deux le nombre de circonscriptions différentes où peut voter une même personne dans une élection générale.
Afin de permettre aux militaires de prendre effectivement part au vote, des mesures sont prises pour qu'ils puissent s'enregistrer comme électeurs dans leur circonscription d'origine, qu'ils puissent voter par courrier ou, si impossible, par procuration. Des mesures sont prises également pour les gens éloignés de leur domicile pour d'autres raisons (voyageurs de commerce, marine marchande, pêcheurs, etc.).

### Suffrage censitaire féminin

#### Mesures
Cette loi est la première à conférer le droit de vote aux élections générales du Royaume-Uni à des femmes. Seules les femmes de plus de trente ans l'obtiennent, et celui-ci reste censitaire ou capacitaire pour elles : seules les femmes payant l'impôt sur la propriété ou étant mariées à un homme qui paye cet impôt peuvent voter, ainsi que les femmes diplômées, qui votent dans les circonscriptions universitaires. L'objectif affiché de la limite d'âge est de conserver l'électorat masculin majoritaire malgré l'inégalité démographique due aux nombreux décès causés par la guerre. Il est aussi reproché au suffrage féminin de bénéficier majoritairement au parti travailliste et de handicaper le parti conservateur. Il est prévu que 6 millions de femmes obtiennent ainsi le droit de vote. Dépassant largement les prévisions, près de 8,5 millions de femmes s'inscrivent sur les listes.
Les mêmes femmes obtiennent du même coup le droit de vote aux élections locales, où seules 1,4 million pouvaient déjà voter, ainsi que nombre d'autres : la limite d'âge de trente ans ne concerne pas les élections locales. Les femmes qui remplissent les conditions matérielles pour prétendre au vote peuvent y voter dès vingt-et-un an.

#### Motivations

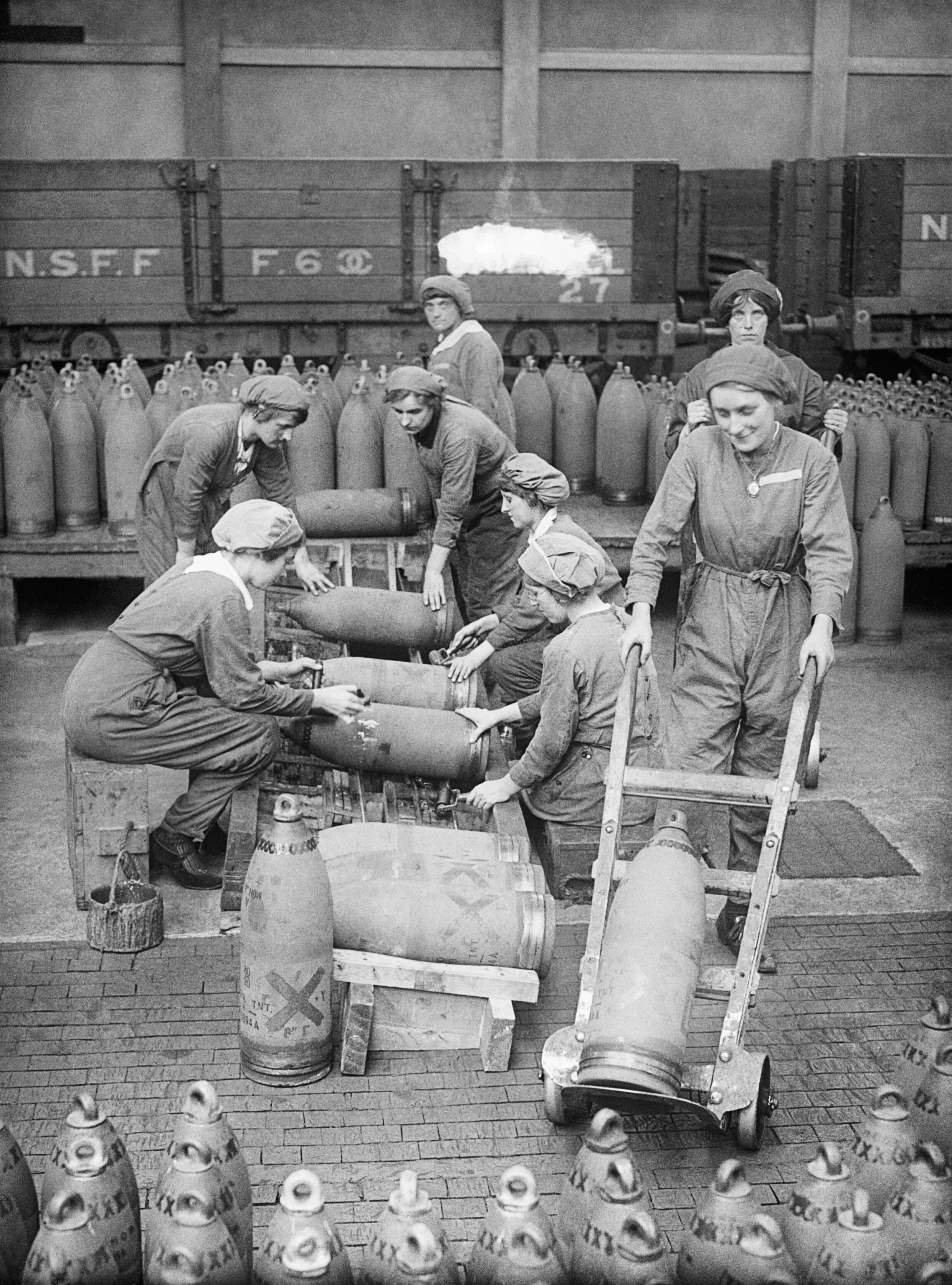
Des munitionnettes à la National Shell Filling Factory de Chilwell, en 1917.

Les analyses divergent quant aux causes principales de l'obtention du droit de vote par les femmes. De nombreux parlementaires évoquent l'importance de la contribution collective des femmes à l'effort de guerre pour justifier leur décision et, parfois, leur revirement sur la question (comme le Premier ministre Herbert Asquith, longtemps connu pour son anti-suffragisme). Par leur ardeur au travail, les femmes, et notamment les munitionnettes dans les usines d'armement, auraient prouvé leur valeur, mérité d'obtenir le droit de vote et démontré leur qualification à l'exercer correctement. Cette explication domine un temps le discours politique, parfois couplée à des remarques sur l'inefficacité, voire la contre-productivité du militantisme suffragiste d'avant-guerre. 
Cette explication est aujourd'hui fortement remise en question. Il est par exemple notable que les ouvrières de l'armement font pour la plupart partie des femmes à qui le droit de vote n'est pas accordé. 
D'autres facteurs expliquent l'accès des droits de vote aux femmes, notamment l'existence toujours menaçante d'organisations suffragistes en sommeil, dont le Parlement peut légitimement craindre une reprise des hostilités après-guerre – ou pire, pendant la guerre – si le droit de vote leur était refusé. De plus, de nombreuses femmes accèdent à un emploi dans le contexte de la guerre, et elles seront fortement incitées à retourner au travail domestique dès la fin de celle-ci, ce qui peut faire craindre leur ralliement aux suffragistes. Le contexte politique général fait craindre une instabilité politique grave du pays, et les suffragettes ont gagné une nouvelle légitimité patriotique en prenant part à l'effort de guerre, ce qui rend plus compliqué l'usage des méthodes de répression utilisées contre elles avant la guerre. 
L'historien David Morgan résume : 

« Il aurait été évident qu'enterrer le droit de vote des femmes, quel que soit le moyen, aurait mené à un dangereux retour d'une insatisfaction massive chez des milliers de femmes que, publiquement, les politiciens félicitaient pour leurs efforts de guerre. »

D'un autre côté, l'investissement des femmes et des militantes suffragistes dans l'effort de guerre permet aux libéraux de céder aux exigences des suffragistes sans donner l'impression d'une défaite ou d'un renoncement. La militante Evelyn Sharp, qui s'est investie jusqu'à se ruiner dans la campagne suffragiste, écrit ainsi en 1933 : 

« Personnellement, [...] je ne peux m'empêcher de regretter qu'aucun démenti n'ai été donné à l'erreur courante qui attribue encore quelquefois la victoire du suffragisme, en 1918, aux services rendus par les femmes en temps de guerre. Cette idée n'est vraie que parce que la gratitude envers les femmes donnait une excuse aux anti-suffragistes, du Cabinet et d'ailleurs, pour descendre avec quelque dignité d'une position qui était devenue intenable avant la guerre. Je pense parfois que l'art de la politique consiste à apporter des échelles qui permettent aux politiciens de descendre des positions intenables. »

Certains historiens considèrent même le Representation of the People Act 1918 comme une victoire du parti conservateur, qui aurait voulu, en cédant en partie aux suffragistes, repousser d'une trentaine d'années l'égalité électorale entre hommes et femmes, à laquelle il savait ne plus pouvoir s'opposer plus longtemps sans payer un important coût électoral. De plus, les femmes à qui le droit de vote est accordé sont les plus aisées, et les politiciens de l'époque considéraient que les femmes de plus 30 ans, plus matures et ayant pour la plupart une famille, étaient moins susceptibles de voter pour les travaillistes.

### Redécoupage des circonscriptions et proportionnelle
Les circonscriptions électorales, établies précédemment par une loi de 1885, n'étaient qu'approximativement égales. L'évolution démographique de la période édouardienne, marqué par l'exode rural, creuse encore ces inégalités. 
Les circonscriptions sont donc recalculées pour qu'un député corresponde à 70 000 habitants en Grande-Bretagne, 43 000 habitants en Irlande. Le nombre de députés de la Chambre des communes passe donc de 670 à 707, dont 105 Irlandais. L'Irlande reste sur-représentée, mais il est admis que le quota sera amené à changer en fonction du résultat de la campagne irlandaise d'autonomisation.
Alors que le scrutin parlementaire est jusque-là uninominal (chaque circonscription élit un député), la Speaker's Conference conseille le passage à des circonscriptions plus larges élisant plusieurs députés selon un scrutin proportionnel. Le projet est rejeté trois fois, sous différentes formes, par la Chambre des communes. Réintroduit par la Chambre des lords, le projet est rejeté à nouveau par deux fois à la Chambre des communes, faisant craindre un échec de la loi. Un compromis est trouvé, consistant à inscrire dans la loi la désignation d'une commission chargée d'établir un système d'élection d'une centaine de députés par proportionnelle dans les circonscriptions rurales et les petites villes, projet qui devra être ratifié à nouveau dans les deux chambres pour être mis en place . Cette disposition passe à 221 voix contre 111.
D'après les observateurs de l'époque, la Chambre des lords, conservatrice, aurait ainsi tenté de sauvegarder la position du Parti conservateur, en passe d'être submergée électoralement, par l'introduction d'un système électoral bénéficiant aux partis minoritaires. Néanmoins, les unionistes, conservateurs d'Irlande du Nord, se sont opposés au projet à la Chambre des communes.

### Autres changements
Les élections générales sont désormais organisées la même journée dans tout le pays, contrairement au précédent système, où les élections étaient organisés circonscription par circonscription sur une période de deux semaines. 
Décision est également prise de rembourser les dépenses électorales des candidats par les fonds publics. Ces dépenses étaient déjà limitées par le Corrupt and Illegal Practices Prevention Act 1883 ; le montant maximal est revu à la baisse, ramené à 7 pence par électeurs dans les circonscriptions rurales, 5 dans les villes. Enfin, afin de limiter le nombre de candidats fantaisistes, chaque candidat au Parlement doit avancer une somme de 150 livres sterling, qui lui sera retournée si et seulement s'il atteint au moins un huitième des suffrages exprimés. 
Enfin, des changements administratifs sont effectués quant à l'enregistrement des votants, qui devient une compétence des municipalités.

## Conséquences

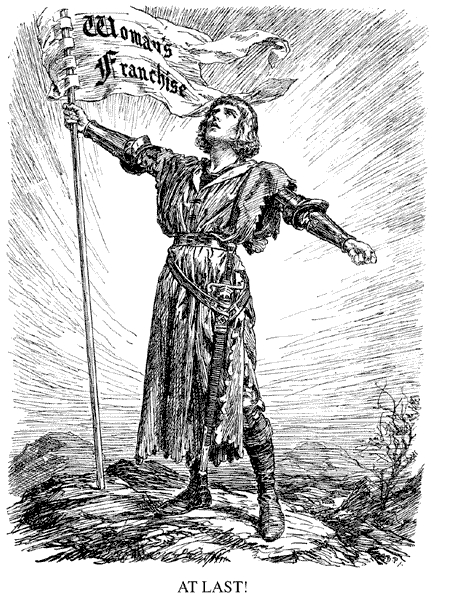
« Enfin ! »,
Caricature du Punch, février 1918.

### Réception
Dans sa majorité, le mouvement suffragiste voit cette loi comme une victoire majeure. Une fête de célébration est organisée par les associations suffragistes à Queen's Hall en mars 1918. Millicent Fawcett, la présidente de la National Union of Women's Suffrage Societies (« Union nationale des sociétés suffragistes féminines »), qualifie la ratification de cette loi de « moment le plus important de sa vie ». 
D'autres, minoritaires, voient cette loi comme une trahison, car elle considère toujours les femmes comme citoyennes de seconde classe. Ironiquement, la majorité des militantes suffragistes se retrouvent toujours exclues du droit de vote : femmes éduquées de la classe moyenne, elles avaient pris des emplois dans des bureaux et quitté le domicile parental en signe d'indépendance, et ne remplissent donc pas les conditions matérielles, tout comme les femmes de la classe ouvrière. 
Avant même l'adoption de la loi, la National Union of Women's Suffrage Societies annonce officiellement son intention de faire de l'abaissement de l'âge limite son prochain objectif à atteindre.

### Nouveau paysage politique
Les élections générales de 1918, à la fin de l'année, sont les premières à appliquer ce système électoral. Elles sont remportées par le Parti conservateur, mais sont marquées par une très forte poussée du Parti travailliste et le recul du Parti libéral, qui avait pourtant remporté les élections de 1910. 
Le rôle de la loi électorale dans l’ascension des travaillistes et la chute des libéraux est sujet de débat parmi les historiens. Il est traditionnellement considéré qu'en accordant le droit de vote à plus de travailleurs des classes populaires, le Representation of the People Act 1918 joue un rôle majeur dans la constitution d'un électorat travailliste. Selon certaines études, la part des classes populaires dans l'électorat passerait de 60 à 80 %. 
Cette idée est contestée par des auteurs plus récents,, pour qui l'exclusion du droit de vote d'avant-guerre, dû au suffrage censitaire, aurait surtout touché les électeurs les plus jeunes et les plus mobiles, indépendamment de leur classe. Ils défendent l'idée que la proportion des classes populaires dans l'électorat n'aurait que peu varié (de 76 % à 80 %), et serait compensé par l'arrivée d'un électorat féminin plutôt conservateur ou libéral. Pour ceux-là, la raison principale de la montée du Parti travailliste est à chercher dans le redécoupage des circonscriptions électorales, rétablissant une juste représentation de Londres, des grandes villes industrielles du Nord et des zones minières, trois bastions des travaillistes, ainsi que dans l'impact de la guerre sur l'opinion publique et les convictions politiques des électeurs.
Toujours est-il que le Parti travailliste continuera sa progression à partir de cette première victoire. De 300 000 électeurs en 1910, il passe à 2,3 millions en 1918, et progresse jusqu'à 8 millions dix ans plus tard, pour les élections générales de 1929, prenant le pouvoir au Parti conservateur. Le Parti libéral entame une longue période de déclin, devenant durablement une force politique de second plan.

### Femmes au Parlement (Parliament Act 1918)
|  |

Le 21 novembre 1918, le Parliament (Qualification of Women) Act 1918 (« Loi de 1918 sur la qualification des femmes au Parlement ») permet aux femmes de se présenter et d'être élues au Parlement britannique. Avec un contenu de 27 mots, il s'agit de la loi britannique la plus courte. 
Plusieurs femmes se présentent aux élections générales de 1918, dont la suffragette Christabel Pankhurst, mais une seule est élue : Constance Markievicz, la « Comtesse rouge », investie par le Sinn Féin à Dublin. Irlandaise indépendantiste, elle refuse de siéger à la Chambre des communes, comme tous les membres élus du Sinn Féin. 
Le 1er décembre 1919, c'est Lady Astor, conservatrice, qui siège la première à la Chambre des communes, après la nomination de son mari à la Chambre des pairs. De nombreuses féministes, comme Markievicz, s'insurgent que la première femme au Parlement soit une grande bourgeoise n'ayant pas participé au mouvement suffragiste. De surcroît, les nationalistes, comme Norah Dacre Fox, lui reprochent d'être née américaine et devenue britannique par mariage.